# MathOverflow
MathOverflow ist eine Q&A-Webseite für Fragen (eng. questions) und Antworten (eng. answers) aus dem Bereich der Mathematik. Es gibt ein Bewertungssystem für Fragen und Antworten sowie daraus resultierend ein Reputationssystem für die dahinterstehenden Accounts. MathOverflow dient darüber hinaus auch als mathematische Community, etwa für den Austausch über aktuelle Forschung. Es ist zwar Teil des Stack-Exchange-Netwerks, aber von Mathematics Stack Exchange zu unterscheiden.

## Geschichte
MathOverflow wurde am 28. September 2009 von den Doktoranden und Post-Docs Anton Geraschenko, David Zureick-Brown, and Scott Morrison an der Universität Berkley in Kalifornien in den Vereinigten Staaten gegründet. Das Hosting stammt von Ravi Vakil. Die Webseite benutzte ursprünglich eine separate Installation des StackExchange 1.0 Software Engine und wurde am 25. Juni 2013 in das reguläre Netzwerk von Stack Exchange mit dem StackExchange 2.0 Software Engine integriert. Ursprünglich war auch die Benutzung von LaTeX für mathematische Formeln nicht möglich, bis MathJax hinzugefügt wurde. Mathematische Notation zwischen zwei $-Zeichen wird nun korrekt angezeigt.

## Benutzung
Am 4. April 2012 gab es 16.496 registrierte Accounts auf MathOverflow, von denen die meisten aus den Vereinigten Staaten (35 %), Indien (12 %) und dem Vereinigten Königreich (6 %) stammten. Am 11. Dezember 2018 war die Anzahl der registrierten Accounts auf 87.850 gewachsen. Bis zum Juni 2019 wurden 123.448 Fragen gepostet. Im Jahr 2011 dauerte es durchschnittlich 3,9 Stunden bis zu einer Antwort und durchschnittlich 5,01 Stunden bis zu einer akzeptierten Antwort.

## Rezeption
- Terence Tao vergleicht MathOverflow mit der ehrwürdigen Newsgroup sci.math, aber mit moderneren Web 2.0 Features („the venerable newsgroup sci.math, but with more modern, 'Web 2.0' features“).[7]
- John Baez schreibt, dass die Webseite eine universelle Anlaufstelle für mathematische Fragen geworden ist („website 'Math Overflow' has become a universal clearinghouse for math questions“).[8]
- Gil Kalai findet, dass MathOverflow von einer energetischen und beeindruckenden Gruppe von sehr (sehr sehr) jungen Leuten betrieben wird („is ran [sic.] by an energetic and impressive group of very (very very) young people“).[9]
- Jordan Eilenberg kommentiert, dass die Webseite ständig wechselnde neue Fragen anbietet und in einer gewissen reinen Form einfach süchtig macht, ähnlich wie das Polymath Project („offers a constantly changing array of new questions“, „addictive“, „particularly pure form“).[10]
- Jared Keller schreibt in The Atlantic, dass MathOverflow wie ein anti-soziales Netzwerk sei, welches sich ausschließlich auf die produktive Beschäftigung mit den gestellten Fragen konzentriert („Math Overflow is almost an anti-social network, focused solely on productively addressing the problems posed by its users“).  Er zitiert Scott Morrison, welcher meint, dass Mathematiker insgesamt sehr skeptisch gegenüber vielen modernen Aspekten des Internets sind, etwa werden Facebook oder Twitter als enorme Zeitveschwendungen angesehen („Mathematicians as a whole are surprisingly skeptical of many aspects of the modern Internet. In particular, things like Facebook, Twitter, etc. are viewed as enormous wastes of time.“).[1]